# Eu sem Você
"Eu sem Você" é uma canção gravada pela cantora brasileira Paula Fernandes, lançada em 23 de abril de 2012 como segundo single do seu quarto álbum de estúdio Meus Encantos (2012). A canção foi composta por Fernandes em parceria com Zezé di Camargo, com batidas de música pop, e foi lançada nos formatos airplay e download digital em 23 de abril de 2012.

## Antecedentes e produção
Fernandes anunciou em dezembro de 2011 que seu novo single seria lançado assim que estivesse pronto. Em 19 de abril de 2012 a cantora divulgou um teaser de 51 segundos e revelou que ao gravar a canção no estúdio, retirou os sapatos para seguir um ritual. Em 20 de abril de 2012 foi lançado o segundo teaser com duração de 1 minuto e 30 segundos.
"Eu sem Você" marca a segunda parceria entre Fernandes e Zezé di Camargo, a primeira foi Pra Você lançada em 2011. A canção tem a produção de Márcio Monteiro e foi gravado no estúdio da gravadora Universal Music em Belo Horizonte, Minas Gerais.

## Prêmios e indicações
| Ano  | Prêmio            | Indicação     | Resultado                   |
| ---- | ----------------- | ------------- | --------------------------- |
| 2012 | Caldeirão de Ouro | As 10+ do Ano | 7º Lugar[carece de fontes?] |

## Desempenho nas tabelas musicais

### Tabelas semanais
| Tabela (2012)                       | Melhor posição |
| ----------------------------------- | -------------- |
| Brasil (Crowley Broadcast Analysis) | 1              |

### Tabelas mensais
| Tabela (2012)                             | Melhor posição |
| ----------------------------------------- | -------------- |
| Brasil — Billboard Brasil Hot 100 Airplay | 2              |
| Portugal — Billboard Portugal             | 5              |